# Parenty
Parenty és un municipi francès situat al departament del Pas de Calais i a la regió dels Alts de França. L'any 2007 tenia 417 habitants.

## Demografia

### Població
El 2007 la població de fet de Parenty era de 417 persones. Hi havia 157 famílies de les quals 33 eren unipersonals (25 homes vivint sols i 8 dones vivint soles), 62 parelles sense fills i 62 parelles amb fills.
La població ha evolucionat segons el següent gràfic:
Habitants censats

### Habitatges
El 2007 hi havia 192 habitatges, 156 eren l'habitatge principal de la família, 28 eren segones residències i 8 estaven desocupats. Tots els 191 habitatges eren cases. Dels 156 habitatges principals, 122 estaven ocupats pels seus propietaris, 27 estaven llogats i ocupats pels llogaters i 7 estaven cedits a títol gratuït; 2 tenien dues cambres, 25 en tenien tres, 43 en tenien quatre i 86 en tenien cinc o més. 139 habitatges disposaven pel capbaix d'una plaça de pàrquing. A 75 habitatges hi havia un automòbil i a 63 n'hi havia dos o més.

### Piràmide de població
La piràmide de població per edats i sexe el 2009 era:
| Homes | Edats   | Dones |
| ----- | ------- | ----- |
| 0     | 95 o +  | 0     |
| 0     | 90 a 94 | 0     |
| 4     | 85 a 89 | 0     |
| 4     | 80 a 84 | 8     |
| 16    | 75 a 79 | 8     |
| 8     | 70 a 74 | 12    |
| 16    | 65 a 69 | 20    |
| 16    | 60 a 64 | 12    |
| 8     | 55 a 59 | 16    |
| 4     | 50 a 54 | 12    |
| 16    | 45 a 49 | 8     |
| 16    | 40 a 44 | 8     |
| 24    | 35 a 39 | 12    |
| 8     | 30 a 34 | 16    |
| 8     | 25 a 29 | 12    |
| 8     | 20 a 24 | 8     |
| 12    | 15 a 19 | 8     |
| 4     | 10 a 14 | 16    |
| 16    | 5 a 9   | 8     |
| 8     | 0 a 4   | 8     |

## Economia
El 2007 la població en edat de treballar era de 230 persones, 176 eren actives i 54 eren inactives. De les 176 persones actives 159 estaven ocupades (97 homes i 62 dones) i 17 estaven aturades (10 homes i 7 dones). De les 54 persones inactives 15 estaven jubilades, 15 estaven estudiant i 24 estaven classificades com a «altres inactius».

### Ingressos
El 2009 a Parenty hi havia 180 unitats fiscals que integraven 450,5 persones, la mediana anual d'ingressos fiscals per persona era de 14.032 €.

### Activitats econòmiques
Dels 7 establiments que hi havia el 2007, 1 era d'una empresa extractiva, 1 d'una empresa alimentària, 1 d'una empresa immobiliària, 2 d'empreses de serveis, 1 d'una entitat de l'administració pública i 1 d'una empresa classificada com a «altres activitats de serveis».
L'únic servei als particulars que hi havia el 2009 era una perruqueria.
L'any 2000 a Parenty hi havia 20 explotacions agrícoles que ocupaven un total de 1.190 hectàrees.

## Equipaments sanitaris i escolars
El 2009 hi havia una escola elemental integrada dins d'un grup escolar amb les comunes properes formant una escola dispersa.

## Poblacions més properes
El següent diagrama mostra les poblacions més properes.